# مضاض مجنح
المُضاض المجنح (باللاتينية: Euonymus alatus) نوع نباتي يتبع جنس المُضاض من الفصيلة الحرابية (باللاتينية: Celastraceae).
موطنه شرق آسيا.